# Under Pressure (Queen & David Bowie-dal)
Az Under Pressure a brit Queen rockegyüttes, és David Bowie glam rock énekes 1981-ben megjelent közös kislemeze. 1982-ben a Hot Space című Queen-albumra is felkerült. Kislemezként az első helyet érte el a brit slágerlistán, és a 29. helyet a Billboard Hot 100-on. A legelső olyan daluk volt, amelynek nem jelölték az együttesen belül külön a szerzőjét, és az első, 2000-ig az egyetlen olyan kislemezük, amelyet egy másik előadóval közösen vettek fel.
Leginkább basszushangzásáról híres, amelyről máig sem sikerült bizonyosan kideríteni, hogy ki írta, Bowie, vagy az együttes tagjai. Híres és elismert dal lett, mind a kritikusok, mind a rajongók körében sikert aratott. Rendszeresen játszották az együttes koncertjein, Freddie Mercury halála után pedig David Bowie koncertjein is.

## Története
Az együttes 1981-ben a montreux-i Mountain Studios-ban dolgozott az elkövetkezendő Hot Space albumuk dalain. David Bowie, aki a városban lakott abban az időben, tudomást szerzett róla, hogy a Queen a stúdióban dolgozik, és úgy döntött, hogy meglátogatja őket (Bowie közeli barátja volt Mercurynak és Roger Taylornak). Eredetileg csak a Cool Cat című dalban működött volna közre (bár végül nem az a verzió került az albumra), de a felvétel elkészülte után örömzenélésbe kezdtek. Ennek során került elő Mercury Feel Like című dalkezdeménye, amelyet azelőtt már meguntak és félretettek, mert nem voltak elégedettek az alakulásával. A közös zenélés során kezdett alakot ölteni a dal, és egy ponton Bowie állt elő azzal az ötlettel, hogy írjanak új, közös dalt A felvételek során olyan szinten működtek együtt az ötletekben, hogy mai napig nincs tisztázva teljes bizonyossággal, ki mit tett hozzá.
A leghíresebb rész, a basszusvonal keletkezése a legvitatottabb. Bowie állítása szerint, amikor ő megérkezett, már kész volt. Ellenben John Deacon basszusgitáros Bowie-t jelölte meg szerzőnek. Brian May és Roger Taylor szerint Deacon írta. Peter Freestone, Mercury személyi titkára jelen volt a felvételeken. Az ő elmondása szerint a zene nagyrészt Taylor és Bowie, a szöveget pedig Mercury és Bowie írta
Deacon egy Fender Precision Specialt használt a felvételen:
Pont tavaly találkoztam pár emberrel a Fender gyárból Los Angelesben. Ők valóban adtak nekem egyet. Amikor küzdesz és nem engedheted meg magadnak…, de amikor sikeres vagy, ők megajándékoznak vele. Így lett ez a szép Fender Precision Speciálom. A régebbieken csak hangerőt és tónust lehet állítani. A maiakon három gomb van: hangerő, basszus és magas. Ezt a gitárt használtam az Under Pressure-ön.
A huszonnégy órás felvétel során rögzítették a dal kétharmad részét, a fennmaradót pedig Mercury és Bowie a New York-i Power Station stúdióban vették fel. Sokáig úgy alakult, hogy a munkacíme, a People On Streets lesz a végső cím, később azonban Bowienak eszébe jutott egy jobb, az Under Pressure, így felhívta telefonon az együttest, akik egyet értettek vele. Az elkészülte után voltak még nézeteltérések, hogy egyáltalán megjelentessék-e, végül Mercury, Bowie és Reinhold Mack producer olyan végső verziót vágott össze, amelyet mindannyian felvállalhattak. Bowie mindvégig úgy gondolta, hogy az alapvető ötlet a Queené volt, és ő csak társelőadó, ezért nem volt kérdéses, hogy Queen-anyagként jelenjen meg.

## Dalszerkezet
- Under PressureA Hot Space hagyományos szerkesztésű dalainak egyike volt.

Nem tudod lejátszani a fájlt?
A D dúrban megszólaló dalt a jellegzetes basszusszólam nyitja meg (ezt az AllMusic kritikusa a Chic együttes hangzásához hasonlította). A fő énekesek Mercury és Bowie voltak. Peter Freestone tanácsára, két oktáv különbséggel énekeltek hol külön-külön, hol együtt. Merőben különbözik az együttes 1970-es évekbeli munkáitól, a dallam egyszerű és letisztult, kevés akkordot használ, és mentes az addig védjegyüknek számító eltúlzott rétegezett vokál- és gitárharmóniáktól. Az elektromos gitár nem veszi át a vezető szerepet, csak a kíséretet szolgálja az egy fő és két ritmusgitár dallamjáték, és nincs gitárszóló sem. Két versszak után egy leereszkedő középrész következik, ahol a két énekes halk szintetizátorbúgás és csettintések kíséretében énekel együtt, majd Mercury falzettbe hajló sikolya átvezet a dal csúcspontjába, ahol az egész dalban legmarkánsabb basszus és gitárkíséret hallható.

## Élőben
Annak ellenére, hogy közös munka volt, csak a Queen adta elő a koncertjein. Mivel ezeken a koncerteken nem volt jelen Bowie, az ő részeit is Mercury énekelte, a háttérvokálokat pedig, ahogy rendszeresen a koncerteken, Taylor énekelte. Élőben először az 1981. november 24-i montreali koncertjükön játszották. Bowie egészen az 1992-es Freddie Mercury emlékkoncertig nem játszotta élőben, ott Annie Lennoxszal duettben adta elő. Mercury halála után, az 1995-ös Outside album turnéjának szinte minden állomásán játszotta, a basszusgitárt és Mercury vokális részeit Gail Ann Dorsey prezentálta. Később a 2004-es A Rality Tour lejátszási listájára is felkerült, Bowie általában Freddie Mercury emlékének ajánlotta. A Queen + Paul Rodgers formáció is előadta koncertjein.
Több Queen-koncertanyagra is felkerült: We Will Rock You (vagy Queen Rock Montreal CD és DVD), Live Magic, Live at Wembley ’86, Live at Wembley Stadium DVD, Queen on Fire – Live at the Bowl CD és DVD. A Bowie által 1995-ben rögzített koncertverzió később az Outside album extra kiadásán, az Outside – Version 2.-n, valamint a Hello Spaceboy kislemezen jelent meg.

## Kritika
Az 1981. október 26-i megjelenése után a brit kislemezlistán a nyolcadik helyen kezdett, majd a következő héttől listavezető volt két hétig. Összesen tizenegy egymást követő héten szerepelt a listán. Már előjegyzésben, 1981. november 1-jén ezüstlemez minősítést kapott a Brit Hanglemezgyártók Szövetségétől, ami 200 ezer példány feletti előrendelést jelentett. Az 1999-es Rah Mix kiadás a 14. helyen tetőzött a listán. Amerikában kevésbé volt sikeres, tizenöt hetet töltött el a Billboard Hot 100-on, a legmagasabb szereplése a 29. helyen volt.
Bár összességében a Hot Space sikertelennek bizonyult, a radikális stílusváltásnak tulajdoníthatóan, a funk ritmusoknak, a klasszikus rock utánérzésű Under Pressure-t rögtön megjelenés után pozitívan fogadták, és évekkel később is az együttes egyik legjobb dalának tartják. A Rolling Stone magazin Hot Space kritikájában az album központi számának nevezte a kritikus, Mercury énekét „Hall & Oates majmolásnak”, Bowie vokális részeit viszont határozottan érzelmesnek írta. Az AllMusic kritikusa szívmelengető és himnuszszerű dalnak nevezte, olyan műnek, mely mindkét előadó büszkeségére válik.
A VH1 televíziós zenecsatorna „100 Greatest Songs of the 80's” (magyarul: A ’80-as évek 100 legjobb dala) listáján a 31. helyre sorolták.

## Feldolgozások
- Vanilla Ice rapzenész a basszusszólamot használta fel saját, Ice Ice Baby című dalában, amely az első helyet érte el a Billboard Hot 100-on.
- Keller Williams élő előadása 2004-es Stage koncertalbumára került fel.
- A The Used és My Chemical Romance együttesek duettben dolgozták fel. Eredetileg interneten letölthető kislemezként jelent meg, majd később a The Used In Love and Death albumának bónuszdala lett.
- Joss Stone a 2005-ös Killer Queen: A Tribute to Queen című tribute albumra dolgozta fel.
- A brit Keane rockegyüttes feldolgozása a BBC Radio 1 Radio 1 Established 1967 válogatására került fel.
- Több másik Queen-dal mellett szerepelt a Rock Band elnevezésű virtuális gitár játék internetről letölthető dalai között.[9]

## Idézetek
Ez az egyik legjobb dolog, amit valaha is csináltunk, s csak úgy mellékesen, amikor David meglátogatott minket a montreux-i stúdióban. Addig nincs baj, amíg olyasmit tudunk csinálni, amivel még magunkat is meglephetjük. – Roger Taylor
A Queen Montreauxban dolgozott és gondoltam, megnézem őket a stúdióban. Rögtönzéssel kezdtük (mint mindig), az egyik dal témájára. Egész jól sikerült, így aztán fel is vettük. Nem lett rossz, bár jobb is lehetett volna, ha több időt szánunk rá. Ez olyan dolog, amihez több mint egy napra van szükség. Jobban megállná a helyét próbafelvételnek. Olyan gyorsan csináltuk, hogy vannak benne részek (például a szöveg), amitől ma is a fogamat szívom. De maga az ötlet jó. – David Bowie

## Közreműködők
- Ének: Freddie Mercury, David Bowie
- Háttérvokál: David Bowie, Roger Taylor

Hangszerek:
- Freddie Mercury: Hammond-orgona, szintetizátor
- Brian May: Red Special
- John Deacon: Fender Precision Bass
- Roger Taylor: Ludwig-dobfelszerelés
- David Bowie: Hammond-orgona, szintetizátor

## Kiadás és helyezések
| \| Év \| Lista \| Helyezés[11] \| Eladási minősítés \| Eladás \| \| ---- \| ----------- \| ------------ \| ----------------- \| -------- \| \| 1981 \| Anglia \| 1 \| ezüstlemez[5] \| 200 000+ \| \| 1981 \| Amerika \| 29 \| — \| — \| \| 1981 \| Németország \| 21 \| — \| — \| \| 1981 \| Hollandia \| 1 \| — \| — \| \| 1981 \| Ausztrália \| 8 \| — \| — \| \| 1981 \| Írország \| 2 \| — \| — \| | 7": EMI 5250 (Anglia) / E-47235 (Amerika) 1. Under Pressure – 4:02 2. Soul Brother – 3:42 3" CD: QUECD9 (Anglia) 1. Under Pressure – 4:02 2. Soul Brother – 3:42 3. Body Language – 4:29 12": QUEENWL28 (Anglia) 1. Under Pressure (Club 2000) – 5:20 2. Under Pressure (Rah Mix) – 4:06 5" CD: CDQUEEN28 (Anglia) 1. Under Pressure (Rah Mix) – 4:06 2. Bohemian Rhapsody – 5:55 3. Thank God It’s Christmas – 4:12 |          |                   |          |
| Év | Lista | Helyezés | Eladási minősítés | Eladás   |
| 1981 | Anglia | 1        | ezüstlemez        | 200 000+ |
| 1981 | Amerika | 29       | —                 | —        |
| 1981 | Németország | 21       | —                 | —        |
| 1981 | Hollandia | 1        | —                 | —        |
| 1981 | Ausztrália | 8        | —                 | —        |
| 1981 | Írország | 2        | —                 | —        |